# Chionaema libulae
Chionaema libulae là một loài bướm đêm thuộc phân họ Arctiinae, họ Erebidae.